# Acnemia subtenebrosa
Acnemia subtenebrosa är en tvåvingeart som beskrevs av Zaitzev 1994. Acnemia subtenebrosa ingår i släktet Acnemia och familjen svampmyggor. Inga underarter finns listade i Catalogue of Life.